# 名古屋医健スポーツ専門学校
名古屋医健スポーツ専門学校（なごやいけんすぽーつせんもんがっこう）は、愛知県名古屋市中区栄にあるスポーツ・医療・福祉・保育分野の人材育成を行う専修学校である。
運営主体は学校法人滋慶コミュニケーションアート。
スポーツトレーナー、アスレティックトレーナー、スポーツインストラクター、メディカルトレーナー、スポーツビジネス、柔道整復師、鍼灸師（はり師・きゅう師）、理学療法士、作業療法士、歯科衛生士、保育士、幼稚園教諭、パティシエ、バリスタ、カフェオーナー、パン職人、料理人、農業関連スタッフを養成する。

## 沿革
- 2013年4月 - 名古屋医健スポーツ専門学校 開校
- 2013年6月 - 附属接骨院・鍼灸院　開院
- 2016年4月 - 理学療法科、作業療法科、歯科衛生科、こども保育科　設置
- 2016年4月 - 第二校舎竣工